# Добривоє Зечевич
Добривоє Зечевич (серб. Добривоје Зечевић / Dobrivoje Zečević; 10 грудня 1912, Белград  — 25 вересня 1996, там само) — югославський футболіст, що грав на позиції нападника. Відомий, зокрема, виступами за клуби «Югославія» і БСК, а також збірну Югославії.

## Клубна кар'єра
В 1930 році у 18-річному віцірозпочав виступи в основній команді клубу «Югославія». З командою був срібним призером чемпіонату Югославії 1930 і 1934-35 років, а також бронзовим призером у сезоні 1932-33 року.
У 1936 році став володарем кубка Югославії. «Югославія» у фіналі двічі перемогла «Граджянскі» 2:1 і 4:0, а Зечевич забив один з голів у другому матчі.
Загалом у складі «Югославії» зіграв 216 матчів і забив 108 м'ячів.
У 1938 році перейшов до складу команди БСК, з якою в першому ж сезоні 1938-39 здобув звання чемпіона Югославії (зіграв 13 матчів і забив 9 голів), а на наступний рік виграв новостворений чемпіонат Сербії.
у 1939 році з командою став учасником матчів Кубка Мітропи. Зіграв у півфінальній грі турніру проти діючого чемпіона змагань угорського «Уйпешта» (4:2, 1:7).
З 1940 по 1944 роки виступав у команді «Обилич» (Белград), а завершував кар'єру в команді «Желєзнічар» (Белград), де також був граючим тренером.
Не перериваючи футбольну кар'єру, в 1935 році закінчив факультет лісового господарства Белградського університету. Пізніше продовжував навчання на факультеті цивільного будівництва, але не закінчив його через початок війни.
| Дата       | Місто    | Господарі      | Результат | Гості          | Турнір               | Голи | Примітки |
| ---------- | -------- | -------------- | --------- | -------------- | -------------------- | ---- | -------- |
| 21.05.1931 | Белград  | Югославія      | 3 – 2     | Угорщина       | товариський матч     | -    |          |
| 28.06.1931 | Загреб   | Югославія      | 2 – 4     | Румунія        | Балканський кубок    | 1    |          |
| 02.08.1931 | Белград  | Югославія      | 2 – 1     | Чехословаччина | товариський матч     | -    |          |
| 25.10.1931 | Познань  | Польща         | 6 – 3     | Югославія      | товариський матч     | -    | 46'      |
| 29.05.1932 | Загреб   | Югославія      | 0 – 3     | Польща         | товариський матч     | -    |          |
| 05.06.1932 | Белград  | Югославія      | 2 – 1     | Франція        | товариський матч     | -    |          |
| 26.06.1932 | Белград  | Югославія      | 7 – 1     | Греція         | Балканський кубок    | 2    |          |
| 30.06.1932 | Белград  | Югославія      | 2 – 3     | Болгарія       | Балканський кубок    | -    |          |
| 03.07.1932 | Белград  | Югославія      | 3 – 1     | Румунія        | Балканський кубок    | 1    |          |
| 09.10.1932 | Прага    | Чехословаччина | 2 – 1     | Югославія      | товариський матч     | -    |          |
| 30.04.1933 | Белград  | Югославія      | 1 – 1     | Іспанія        | товариський матч     | -    |          |
| 16.12.1934 | Париж    | Франція        | 3 – 2     | Югославія      | товариський матч     | -    |          |
| 01.01.1935 | Афіни    | Румунія        | 0 – 4     | Югославія      | Балканський кубок    | -    |          |
| 18.08.1935 | Катовиці | Польща         | 2 – 3     | Югославія      | товариський матч     | -    |          |
| 06.09.1935 | Белград  | Югославія      | 0 – 0     | Чехословаччина | товариський матч     | -    |          |
| 13.12.1936 | Париж    | Франція        | 1 – 0     | Югославія      | товариський матч     | -    |          |
| 06.09.1937 | Белград  | Югославія      | 2 – 1     | Румунія        | Кубок короля Кароя   | -    |          |
| 28.08.1938 | Загреб   | Югославія      | 1 – 3     | Чехословаччина | Кубок Едуарда Бенеша | -    |          |
| Усього     |          | Матчів         | 18        |                | Голів                | 4    |          |

## Трофеї і досягнення
«Югославія»:
- Срібний призер чемпіонату Югославії: 1930, 1934-35
- Бронзовий призер чемпіонату Югославії: 1932-33
- Володар кубка Югославії: 1936

БСК:
- Чемпіону Югославії: 1938-39
- Чемпіон Сербії: 1939-40

Збірна Югославії:
- Переможець Балканського кубку: 1934-35
- Срібний призер Балканського кубку: 1929-31, 1932